# Можайский, Николай Николаевич
Никола́й Никола́евич Можа́йский (18 декабря 1865 — 1920) — русский общественный деятель и политик, член IV Государственной думы от Подольской губернии.

## Биография
Из потомственных дворян Санкт-Петербургской губернии. Крупный землевладелец Брацлавского уезда Подольской губернии (3400 десятин).
Окончил Киевскую 1-ю гимназию и естественное отделение физико-математического факультета Петербургского университета. В 1891 году поступил на службу в лейб-гвардии Гусарский его величества полк.
В 1897 году вышел в запас в чине поручика гвардейской кавалерии. Занимался сельским хозяйством и общественной деятельностью: состоял почетным мировым судьей Брацлавского округа, предводителем дворянства Брацлавского уезда (1897—1899, 1909—1917), председателем Брацлавской уездной земской управы (1911—1912). Кроме того, был почетным попечителем Брацлавской гимназии. Дослужился до чина действительного статского советника (1914), имел придворный чин камергера (1911). Был действительным членом Киевского клуба русских националистов.
В 1912 году был избран в члены Государственной думы от Подольской губернии. Входил во фракцию русских националистов и умеренно-правых (ФНУП), после её раскола в августе 1915 — в группу сторонников П. Н. Балашова. Состоял членом комиссий: по народному образованию, по местному самоуправлению, финансовой и о путях сообщения.
Во время Первой мировой войны состоял членом Юго-Западного земского комитета по оказанию помощи больным и раненым воинам и уполномоченным Красного Креста Юго-Западного района.
Умер в 1920 году.

## Семья
Был женат на Матильде Алексеевне Гудим-Левкович (1868—1947). Их дети:
- Николай (1897—1919), корнет 12-го гусарского Ахтырского полка. Участник Белого движения в составе ВСЮР, убит 14 октября 1919 г. под Севском[5].
- Алексей (1898—1992), выпускник Пажеского корпуса. В Первую мировую войну добровольно служил в РОКК, участник Белого движения. В эмиграции во Франции, жил в Лилле. Окончил Высшую промышленную школу (1925), инженер-химик. Состоял старостой православной церкви в Лилле[6].
- Ольга (1896—1973), в замужестве Емельянова. В эмиграции в Париже. Поэтесса и переводчица, член правления Союза русских писателей и журналистов. Похоронена на кладбище Сент-Женевьев-де-Буа[7].

## Награды
- Орден Святого Станислава 2-й степени (1908)
- медаль «В память царствования императора Александра III»
- медаль «В память коронации Императора Николая II»
- медаль «В память 300-летия царствования дома Романовых» (1913)